# Parmenó
Parmenó (en llatí Parmenon, en grec antic Παρμένων) fou un poeta coliàmbic grec nascut a Bizanci.
Ateneu de Naucratis cita alguns dels seus versos i també uns escolis a Píndar, Nicandre i Esteve de Bizanci en recullen alguns fragments. En conjunt han estat col·leccionats en una sola obra per Meineke (Choliambica Poesis Graecorum, Berol. 1845).